# Nuts (журнал)

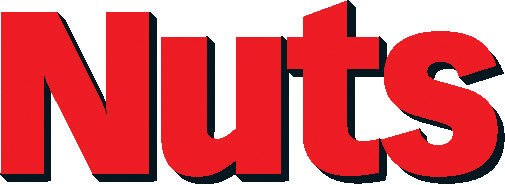
Логотип журнала

«Nuts» — британская мужская газета, издававшаяся с 2004 по 29 апреля 2014 года. Газета еженедельно выходила в Соединённом Королевстве и продававшийся каждый вторник.  Маркетинговая кампания Nuts при её запуске в 2004 году использовала слоган «Когда вам действительно нужно что-то смешное».

## Основная аудитория
Главным конкурентом Nuts был журнал Zoo, ещё один еженедельник, который был ориентирован на примерно ту же демографическую группу, 18-30-летних мужчин, и имел аналогичное содержание. Однако с момента создания соответствующих журналов типа Nuts всегда превосходили Zoo, а показатели продаж за вторую половину 2013 года показали разрыв почти в 25 000 экземпляров в неделю. Другими журналами, конкурирующими с Nuts, были ежемесячные издания Zip и для мужчин, такие как FHM и Loaded.

## Спад и закрытие
С 2007 года тираж журнала сократился. Среднее количество проданных копий во второй половине 2013 года составило 53 342, в то время как продажи журнала составили 306 802 на пике в 2005 году.
8 августа 2013 года Доминик Смит, редактор журнала, объявил, что публикация журнала больше не будет продаваться кооперативными супермаркетами. Позже Смит отозвал публикацию.
В марте 2014 года IPC Media объявила, что Nuts может вскоре прекратить публикацию после 30-дневной консультации с персоналом. Цифровые ежемесячные продажи в размере 8 776 (июль-декабрь 2013 года) показали отраслевым наблюдателям, что журнал не осуществляет успешный переход на онлайн-платформу. Ежемесячные продажи в цифровом формате в размере 8 776 экземпляров (июль-декабрь 2013 г.) наводили отраслевых наблюдателей на мысль, что журнал не добился успешного перехода на онлайн-платформу.
Последний номер журнала был опубликован 29 апреля 2014 года. Люси Пиндер, которая была обычной моделью для Nuts, появилась на обложке последнего номера. Независимая журналистка Элла Александер писала в то время: «Журнал оставался верен своему идеалу до самого конца – пассивный, неопасный, с (объективированными версиями) женщин для всех».